# Datura
- Commons
- Wikispecies

Datura L. é um género botânico pertencente à família Solanaceae. É constituído por cerca de catorze espécies de plantas anuais ou perenes de vida curta. Sua taxonomia é complexa e difícil, sendo constante e erroneamente chamadas de "Lírio" devido à sua grande semelhança nas flores com as plantas do gênero Lilium, pois, para leigos, é difícil a distinção.
É comum dividir-se o gênero em 4 seções: Brugmansia, Stramonium, Datura e Ceratocaulis. Muitas discussões tem havido sobre esse e outros critérios. Hoje, os especialistas estão de acordo em que se deve separar ao menos Brugmansia, pelo que em novos sistemas de classificação se tornou em um gênero distinto, restando oito espécies para o gênero Datura.

## Sinonímia
| - Apemon Raf. - Brugmansia Pers. | - Ceratocaulos (Bernh.) Rchb. - Stramonium Mill. |

## Espécies
| - Datura bernhardii - Datura ceratocaula - Datura discolor - Datura ferox - Datura inoxia - Datura kymatocarpa - Datura lanosa | - Datura leichhardtii - Datura metel - Datura quercifolia - Datura reburra - Datura suaveolens - Datura stramonium - Datura wrightii |

- Lista completa

Algumas espécies, antes incluídas neste género pertencem actualmente ao género Brugmansia, diferindo das outras espécies por serem lenhosas, arbustivas ou arborescentes, além de possuírem flores pendentes. Podemos ainda citar outros géneros relacionados como o Hyoscyamus e Atropa.

## Descrição geral

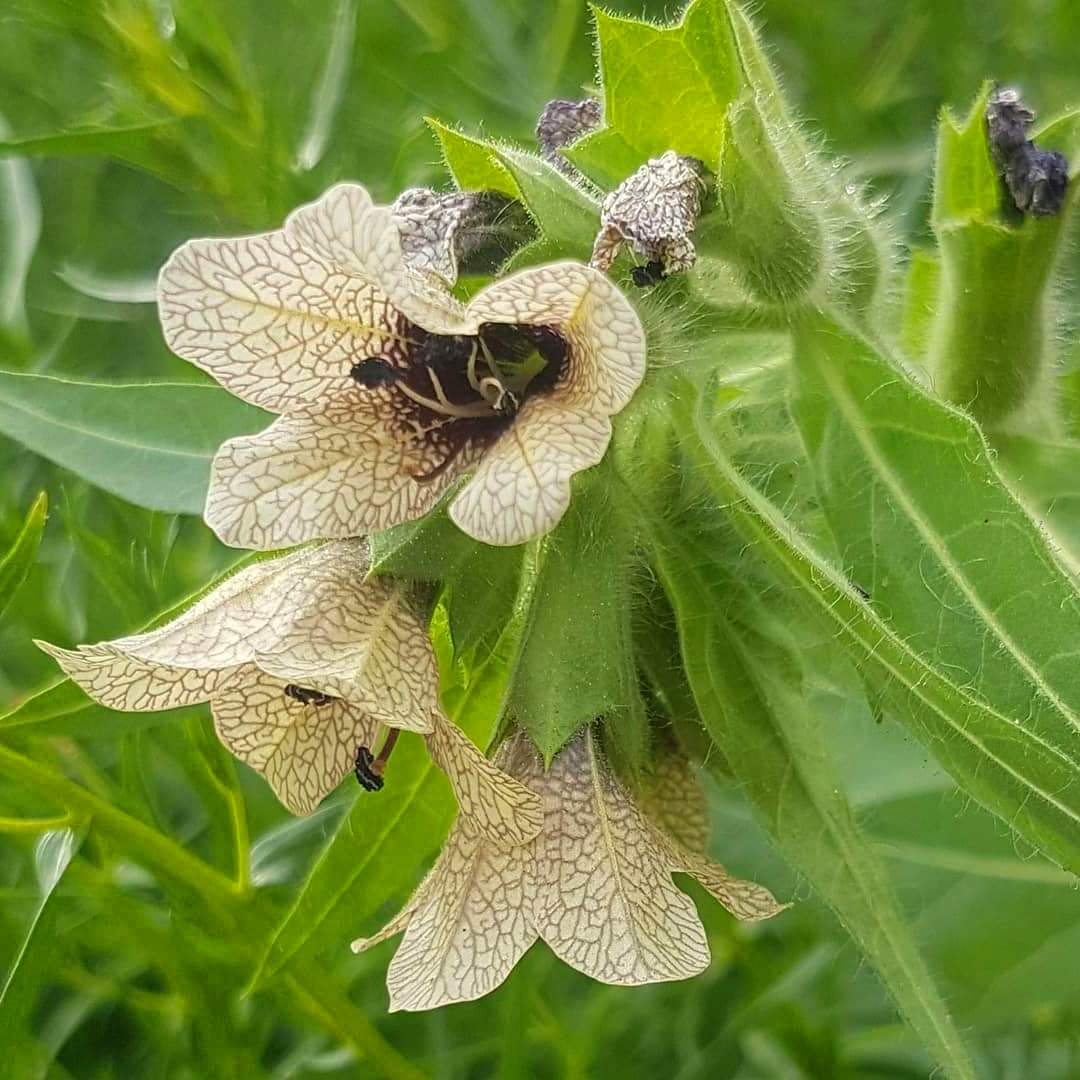
Datura na Sibéria Oriental

O nome, de origem indiana, vem de "dhát", um veneno preparado com plantas, e "tatorah", entorpecente. Plantas desse gênero e de alguns outros gêneros de Solanáceas apresentam compostos com propriedades alucinógenas, o que é conhecido desde tempos imemoriais. Povos primitivos, tanto da Eurásia como do Novo Mundo, fizeram intenso uso dessas propriedades em rituais místicos e religiosos, bem como para fins medicinais; outros usos tinham intuito criminoso, visando entorpecer as vítimas para as roubar ou matar.
Os efeitos alucinógenos incluem visões e sensações que eram tidas como formas de comunicação com os deuses. Curandeiros e adivinhos buscavam inspiração nessas visões. Ritos de iniciação, bem como de passagem de condições de crianças para adultos, envolviam o uso de preparados dessas plantas. Na região de Bogotá as viúvas e os escravos dos guerreiros mortos recebiam uma bebida com extratos dessas plantas, que as colocava em estado de torpor, de modo a serem enterrados vivos com os seus senhores[carece de fontes?].
Datura Stramonium é uma planta herbácea anual de porte poderoso, com caule ramificado suportando folhas alternas, ovais, dentadas e malcheirosas. Na axila das ramificações ou na extremidade dos caules, formam-se grandes flores tubulosas, brancas ou violáceas. O fruto é uma cápsula que encerra sementes pretas (em baixo). Toda a planta é extremamente venenosa. Diversas espécies de Datura são originárias do Novo Mundo, mas a Datura stramonium é originária de uma região à volta da Cordilheira do Himalaia, na Ásia Menor e de regiões a volta do Mediterrâneo, foi levada para as mais diversas regiões do mundo, sendo hoje de distribuição universal. Apresenta ampla ocorrência no Continente Americano, sendo que no Brasil pode ser encontrada em grande parte do território, mas raramente forma grandes concentrações. Cultiva-se em grande escala para fins medicinais.
São colhidas as folhas e as sementes. As folhas devem ser cortadas de manhã cedo, no princípio da floração. São primeiro secadas estendidas ao lado umas das outras, em seguida podem ser amontoadas. Num secador, a temperatura não deve ultrapassar os 45 °C. As sementes são retiradas após a secagem das cápsulas. Os dois produtos contêm alcalóides derivados do tropano (0,4%), a hiosciamina, a atropina e a escopolamina. Estas substâncias são espasmolíticas (aliviam as contrações musculares), diminuem as secreções glandulares e dilatam os brônquios. São apenas tratadas no âmbito da indústria farmacêutica, e os remédios à base destas substâncias só podem ser prescritos por um médico. É uma planta tóxica para os animais e para o homem. Os envenenamentos de crianças pelas sementes de estramônio são relativamente freqüentes, sendo a dose letal, aproximadamente, 20 sementes.
São igualmente cultivadas outras espécies de Datura: Datura inoxia e Datura metel, originárias da América do Sul, e Datura inermis, originária da Abissínia, todas ainda mais ricas em alcalóides.

## Na literatura
Don Juan, no livro A Erva do Diabo, de Carlos Castañeda, refere-se nestes termos a esta espécie:
| “ | A erva-do-diabo tem quatro cabeças: a raiz; a haste e as folhas; as flores; e as sementes. Cada qual é diferente, e quem a tornar sua aliada tem de aprender a respeito delas nessa ordem. A cabeça mais importante está nas raízes. O poder da erva-do-diabo é conquistado por meio de suas raízes. A haste e as folhas são a cabeça que cura as moléstias; usada direito, essa cabeça é uma dádiva para a humanidade. A terceira cabeça fica nas flores, e é usada para tornar as pessoas malucas ou para fazê-las obedientes, ou para matá-las. O homem que tem a erva por aliada nunca absorve as flores, nem mesmo a haste e as folhas, a não ser no caso de ele mesmo estar doente; mas as raízes e as sementes são sempre absorvidas; especialmente as sementes, que são a quarta cabeça da erva-do-diabo e a mais poderosa das quatro. | ” |

## Classificação do gênero
| Sistema | Classificação                      | Referência               |
| ------- | ---------------------------------- | ------------------------ |
| Linné   | Classe Pentandria, ordem Monogynia | Species plantarum (1753) |